# CCDC167
CCDC167 (англ. Coiled-coil domain containing 167) – білок, який кодується однойменним геном, розташованим у людей на 6-й хромосомі. Довжина поліпептидного ланцюга білка становить 97 амінокислот, а молекулярна маса — 11 459.
| 10         |  | 20         |  | 30         |  | 40         |  | 50         |
| ---------- |  | ---------- |  | ---------- |  | ---------- |  | ---------- |
| MTKKKRENLG |  | VALEIDGLEE |  | KLSQCRRDLE |  | AVNSRLHSRE |  | LSPEARRSLE |
| KEKNSLMNKA |  | SNYEKELKFL |  | RQENRKNMLL |  | SVAIFILLTL |  | VYAYWTM    |

A: Аланін

C: Цистеїн

D: Аспарагінова кислота

E: Глутамінова кислота

F: Фенілаланін

G: Гліцин

H: Гістидин

I: Ізолейцин

K: Лізин

L: Лейцин

M: Метіонін

N: Аспарагін

P: Пролін

Q: Глутамін

R: Аргінін

S: Серин

T: Треонін

V: Валін

W: Триптофан

Локалізований у мембрані.